# 维勒布鲁克
维勒布鲁克（荷蘭語：Willebroek，荷蘭語發音：[ˈʋɪləbruk]）是比利时弗拉芒大區安特衛普省梅赫倫區的一个市镇，通行荷蘭語，南与弗拉芒布拉班特省接壤，是弗拉芒社群的一部分，面积27.41平方千米，人口26,223人（2018年1月1日）。